# Jodid křemičitý
Jodid křemičitý (SiI4) je jedním z halogenidů křemíku. Je to bílý prášek. Je to tetraedrická molekula s délkou vazby Si-I 2,432 Å. Jodid křemičitý je prekurzor křemičitých alkylamidů o struktuře Si(NR2)4 (R = alkyl). Jodid křemičitý je odolný k silnému zahřívání a lze ho skladovat dlouhodobě při pokojové teplotě, jen musí být chráněn před vlhkostí, protože jako ostatní halogenidy křemičité reaguje s vodou (rychle) nebo se vzdušnou vlhkostí (pomalu). Používá se též k přípravě vysoce čistého křemíku, zahříváním jodidu křemičitého nad 1000 °C

## Příprava
Jodid křemičitý se připravuje jodací křemíku nebo řady sloučenin křemíku, jako je například, karbid křemíku nebo směs oxidu křemičitého a uhlíku zahříváním při 200 °C:
SiC + 4 I2 → SiI4 + CI4.

## Reakce

### Hydrolýza a podobné reakce
Stejně jako ostatní chlorsilany i jodid křemičitý reaguje s vodou:
SiI4 + 2 H2O → 4 HI + SiO2.

## Podobné sloučeniny
- Fluorid křemičitý
- Bromid křemičitý
- Chlorid křemičitý